# Бостон (Кентуккі)
Бостон (англ. Boston) — переписна місцевість (CDP) в США, в окрузі Нелсон штату Кентуккі. Населення — 253 особи (2020).

## Географія
Бостон розташований за координатами 37°46′53″ пн. ш. 85°41′14″ зх. д. / 37.78139° пн. ш. 85.68722° зх. д. (37.781503, -85.687286).  За даними Бюро перепису населення США в 2010 році переписна місцевість мала площу 5,13 км², з яких 5,08 км² — суходіл та 0,04 км² — водойми.

## Демографія
Згідно з переписом 2010 року, у переписній місцевості мешкало 266 осіб у 111 домогосподарстві у складі 76 родин. Густота населення становила 52 особи/км².  Було 125 помешкань (24/км²).
Расовий склад населення:
| - 99,2 % — білих - 0,4 % — чорних або афроамериканців - 0,4 % — азіатів |

До двох чи більше рас належало 0,0 %. Частка іспаномовних становила 0,0 % від усіх жителів.
За віковим діапазоном населення розподілялося таким чином: 19,5 % — особи молодші 18 років, 61,0 % — особи у віці 18—64 років, 19,5 % — особи у віці 65 років та старші. Медіана віку мешканця становила 44,3 року. На 100 осіб жіночої статі у переписній місцевості припадало 91,4 чоловіків;  на 100 жінок у віці від 18 років та старших — 96,3 чоловіків також старших 18 років.
Середній дохід на одне домашнє господарство  становив 47 970 доларів США (медіана — 55 625), а середній дохід на одну сім'ю — 33 953 долари (медіана — 21 281). За межею бідності перебувало 43,9 % осіб, у тому числі 85,4 % дітей у віці до 18 років та 0,0 % осіб у віці 65 років та старших.
Цивільне працевлаштоване населення становило 157 осіб. Основні галузі зайнятості: освіта, охорона здоров'я та соціальна допомога — 39,5 %, виробництво — 28,7 %, роздрібна торгівля — 14,0 %, транспорт — 8,3 %.